# Andrew Blayney
Andrew Thomas Blayney (ur. 30 listopada 1770, zm. 8 kwietnia 1832) – 11. lord Blayney, dowódca 89 regimentu piechoty brytyjskiej.

## Życiorys
Walczył z zaangażowaniem w wojnach napoleońskich, mimo to został jeńcem w bitwie pod Fuengirolą, w czasie ekspedycji z Gibraltaru do Hiszpanii. Do niewoli wzięła go mała grupka żołnierzy polskich pod dowództwem kpt. Franciszka Młokosiewicza, czego konsekwencją było spędzenie kilku lat w niewoli francuskiej. Jego szabla jest aktualnie na wystawie w Muzeum Czartoryskich, w Krakowie.
Napisał dwutomowe pamiętniki o swoich przeżyciach w czasie wojen napoleońskich pt. Opowiadanie Majora-Generała Lorda Blayneya o przymusowej podróży przez Hiszpanię i Francję jako jeniec wojenny w latach 1810 – 1814 (Londyn, 1814).
W czasie długiej niewoli Blayneya, II Earl Caledonu opiekował się jego finansami, sprawami osobistymi i politycznymi. Po powrocie z niewoli Blayney uzyskał mandat w parlamencie brytyjskim.
Po śmierci Blayneya tytuł przejął jego syn – Cadwallader Blayney, dwunasty i ostatni z lordów Castleblayney.